# Giorgio Bubba
Giorgio Bubba (La Spezia, 23 luglio 1936 – Genova, 5 aprile 2018) è stato un giornalista e telecronista sportivo italiano.

## Biografia

### Carriera giornalistica
Cronista sportivo, ma ha seguito anche il Festival di Sanremo, ha commentato per diversi anni le partite del Genoa e della Sampdoria per le trasmissioni 90º minuto e La Domenica Sportiva. Insieme ad altri cronisti quali Luigi Necco o Tonino Carino divenne celebre per i suoi servizi fra gli appassionati di calcio e non, tanto da essere oggetto di satira su Cuore.

### Vita privata
Con la moglie Piera ebbe due figlie: Elisabetta e Claudia, dalle quali ebbe 5 nipoti.

### Morte
È morto il 5 aprile 2018, all'età di 81 anni, dopo essere stato nel 1988 colpito da un ictus e nel 2017 anche da un’emorragia cerebrale.